# Vladimir Kočiš
Vladimir Kočiš Zec (Zagreb, 7. svibnja 1948.) je hrvatski glazbenik i skladatelj. Poznat je kao gitarist i pjevač grupe Novi fosili.

## Životopis
Glazbom se počeo baviti u srednjoj školi, kada je osnovao svoju prvu grupu, pod nazivom „Biseri“, u kojoj je svirao do 1973. godine. Nakon toga bio je član nekoliko pratećih sastava, s kojima je nastupao po bivšem Sovjetskom savezu.
Član grupe Novi fosili postao je 1976. godine, gdje je imao ulogu pjevača, gitariste i aranžera. S grupom je snimio 15 LP i 25 singl ploča. Zajedno s ostalim članovima grupe sudjelovao je 1987. godine kao predstavnik Jugoslavije na izboru za pjesmu Eurovizije u Bruxellesu. Njihova pjesma „Ja sam za ples“ osvojila je 4. mjesto. Nakon prestanka rada grupe, 1991. godine, započeo je solističku karijeru, koja traje i danas.
Od 2005. godine, ponovo je stalni član Novih fosila, s kojima nastupa i snima glazbu.
S prvom suprugom Mirjanom ima kćer Ivu i sina Filipa. Njegova druga žena Snježana preminula je 2009. godine od zloćudne bolesti. Svoj treći brak sklopio je 2014. godine s Dinom Hadžiselimović.